# Municipio de Riverdale (Dakota del Norte)
El municipio de Riverdale (en inglés: Riverdale Township) es un municipio ubicado en el condado de Dickey en el estado estadounidense de Dakota del Norte. En el año 2010 tenía una población de 95 habitantes y una densidad poblacional de 0,98 personas por km².

## Geografía
El municipio de Riverdale se encuentra ubicado en las coordenadas 46°3′33″N 98°4′50″O / 46.05917, -98.08056. Según la Oficina del Censo de los Estados Unidos, el municipio tiene una superficie total de 96.9 km², de la cual 96,02 km² corresponden a tierra firme y (0,9 %) 0,88 km² es agua.

## Demografía
Según el censo de 2010, había 95 personas residiendo en el municipio de Riverdale. La densidad de población era de 0,98 hab./km². De los 95 habitantes, el municipio de Riverdale estaba compuesto por el 100 % blancos. Del total de la población el 1,05 % eran hispanos o latinos de cualquier raza.